# Era volgare
La locuzione era volgare (dal dal latino aera vulgaris, E.V.), anche era comune è l'equivalente areligioso della sigla d.C. (dopo Cristo) che evita riferimenti a una particolare religione. Gli anni precedenti all'era volgare sono indicati con la sigla a.e.v., AEV, a.e.c o AEC (avanti l'era volgare o avanti l'era comune) e il suffisso è equivalente ad a.C. (avanti Cristo). Il calendario dell'era volgare corrisponde a quello gregoriano.
Introdotta nel XVII secolo a opera di Giovanni Keplero, l'espressione era volgare / avanti l'era volgare iniziò a essere usata stabilmente nelle comunità ebraiche di inizio del XIX secolo che, nelle interazioni con il mondo gentile, adottarono il calendario gregoriano senza riferimenti a Gesù; con il tempo, in particolare in ambito accademico, l'uso di tale notazione prese gradualmente piede fino a essere raccomandato come linea guida in molte università laiche.

## Impiego
La denominazione «era volgare» fu usata per la prima volta nel 1615 da Giovanni Keplero, volendo indicare il concetto di «era secondo l'uso comune della popolazione». Questa espressione fu utilizzata nuovamente nel 1616, in una tabella delle effemeridi, e ancora nel 1617.
Questa terminologia è stata adottata in Occidente da molti studiosi di teologia e religione e da altri settori accademici laici per non specificare il nome di Gesù, dal momento che la datazione sarebbe scorretta, in quanto Gesù sarebbe nato circa due anni prima della data convenzionale (2 a.C.), sotto Erode (l'errore deriva dal porre la sua nascita 753 anni dopo la fondazione di Roma - Ab Urbe Condita, datazione usata fino al Medioevo - data così stimata erroneamente dal monaco altomedievale Dionigi il Piccolo).
Nel XX secolo fu imposta nel calendario dell'Unione Sovietica dopo la Rivoluzione d'ottobre e, in seguito, dalla DDR che introdusse la dicitura UZ (abbreviazione di Unserer Zeit, "il nostro tempo"). Caduto il Muro di Berlino nei primi anni '90, la NASA ne ripropose i vantaggi tecnici e informatici ai fini della programmazione di siti web e della generazione di liste e tabelle autoaggiornanti.
Inoltre, come datazione più neutrale, è comunemente usata da diverse culture non cristiane (come dai popoli asiatici o musulmani nei rapporti economici con i Paesi occidentali) e da chiunque altro desideri impiegare termini che non facciano riferimento specifico alla cristianità: con questa notazione non si fa esplicitamente uso del titolo di "Cristo" riferito a Gesù, che è invece presente nelle notazioni avanti Cristo e dopo Cristo. Quindi, per fare un esempio, 50 e.v. significa 50 anni dopo il convenzionale momento zero dell'era cristiana (l'anno zero non esiste, in quanto all'anno 1 a.C. segue immediatamente l'anno 1 d.C.) a sua volta ascrivibile all'anno 753 secondo il computo ab Urbe condĭta e quello del calendario giuliano.
La formula è anche in utilizzo presso la massoneria nella datazione di atti (assieme al cosiddetto "calendario massonico", in cui si anticipa di circa 4000 anni l'anno in questione), per indicare l'anno in corso secondo il calendario tradizionale.
La formula è utilizzata anche dai Testimoni di Geova in quanto 1) pare che la nascita di Gesù sia avvenuta nell'anno 2 a.E.V, 2) molte pubblicazioni edite dai Testimoni di Geova sono diffuse in lingue parlate da molti non cristiani e 3) il titolo “Cristo” significa “Unto”. Gesù diventò il Messia, o Cristo, quando fu unto con lo spirito di Dio al suo battesimo nel 29 E.V.